# Джонс, Дэн (писатель)
Дэниел Джонс (род. 27 июля 1981) — британский историк, писатель, телеведущий и журналист.

## Биография
Дэниел Джонс родился в Рединге в семье валлийцев. Получил образование в Королевской латинской школе, государственной гимназии в Букингеме, а затем поступил в Пембрук-колледж Кембриджского университета, где в 2002 году получил степень 1-го класса по истории.
Первой исторической книгой Дэна Джонса была популярная история английского крестьянского восстания 1381 года под названием «Кровавое лето: крестьянское восстание 1381 года», которая была опубликована в 2009 году. Вторая книга, «The Plantagenets: The Kings Who Made England», была опубликована в 2012 году в Англии, а годом позже в США, где она стала бестселлером New York Times. Книга, охватывающая историю династии Плантагенетов от Генриха II до Ричарда II, получила положительные отзывы критиков.
Третья книга Джонса «Пустая корона: Войны роз и восстание Тюдоров», опубликованная в 2014 году, продолжается с того места, где заканчиваются «Плантагенеты», и охватывает период 1420—1541 годов, от смерти Генриха V до казни двоюродной сестры Генриха VIII Маргарет Поул.
Четвертая книга посвящена Великой хартии вольностей и называется «Великая хартия вольностей: создание и наследие Великой хартии». Была опубликована в 2014 году.
В сентябре 2017 года была опубликована пятая книга Джонса «Тамплиеры, восстание и захватывающее падение святых воинов Бога», посвящённая рыцарям-тамплиерам. Джонс также приглашён был историческим консультантом американско-чешского телесериала «Падение Ордена» (2017—2019).
Книга «Crusaders: The Epic History of the Wars for the Holy Land», была опубликована 5 сентября 2019 года.
Британский пятый канал дважды адаптировал книги Джонса для телевидения. В частности в 2014 году вышел 12-серийный сериал «Секреты великих британских замков», а в апреле 2016 — сериал «Шесть королев Генриха VIII» с Сюзанной Липскомб.
Джонс ведёт спортивную колонку в лондонской Evening Standard. Также писал для The Times, Sunday Times, The Telegraph, The Spectator, The Daily Beast, Newsweek, The New Statesman, GQ, журналов BBC History и History Today.

## Личная жизнь
Дэн Джонс — внучатый племянник британского политика и журналиста Алана Гвинна Джонса, барона Чалфонта.
Живёт в Стейнс-апон-Темзе с женой и двумя дочерями.

## Фильмография
| Год     | Название                                   | Роль         | Примечания                                            |
| ------- | ------------------------------------------ | ------------ | ----------------------------------------------------- |
| 2014    | Britain’s Bloodiest Dynasty                | Ведущий      | 4 эпизода                                             |
| 2015-16 | Secrets of Great British Castles           | Ведущий      | 12 эпизодов ; Соавтор                                 |
| 2016    | The Wright Stuff                           | Участник     | эпизод 21.4                                           |
| 2016    | Britain’s Bloody Crown                     | Ведущий      | 4 эпизода                                             |
| 2016    | Henry VIII and His Six Wives               | Ведущий      | 4 эпизода (с Сюзанной Липскомб)                       |
| 2017    | 1066: A Year to Conquer England            | Историк      | 2 эпизода                                             |
| 2017    | Elizabeth I                                | Co-presenter | 3 эпизода (с Сюзанной Липскомб)                       |
| 2017    | The Great Fire: In Real Time               | Co-presenter | 3 эпизода (с Сюзанной Липскомб и Робом Беллом)        |
| 2017-18 | Secrets of the National Trust              | Ведущий      | 5 эпизодов                                            |
| 2018    | Buried: Knights Templar and the Holy Grail | Историк      | 4 эпизода                                             |
| 2018    | Building Britain’s Canals                  | Ведущий      | 3 эпизода                                             |
| 2018    | Christmas University Challenge             | Участник     | Эпизод: «Pembroke College, Cambridge v King’s London» |
| 2019    | London: 2000 Years of History              | Соведущий    | 4 эпизода; (с Сюзанной Липскомб и Робом Беллом)       |
| 2020    | Walking Britain’s Roman Roads              | Ведущий      | 6 эпизодов                                            |